# Arthur Hakalahti
Arthur Hakalahti (* 8. Oktober 1995 in Bodø) ist ein norwegischer Schauspieler.

## Leben
Arthur Hakalahti absolvierte nach seinem Schulabschluss eine professionelle Schauspielausbildung an einer Schauspielschule in Oslo. Seit 2013 hat er als Schauspieler vor der Kamera bislang in mehr als 20 Film-und-Fernsehproduktionen mitgewirkt. Er ist vereinzelt auch am Theater tätig.

## Filmografie (Auswahl)
- 2016: The King’s Choice – Angriff auf Norwegen
- 2019–2020: Weihnachten zu Hause (Fernsehserie)
- 2020: Mortal – Mut ist unsterblich
- 2021: Drei Haselnüsse für Aschenbrödel
- 2022: War Sailor